# Villa de Arriaga
Villa de Arriaga è una municipalità dello stato di San Luis Potosí, nel Messico centrale, il cui capoluogo è la omonima località.
Conta 16.316 abitanti (2010) e ha una estensione di 878,53 km².